# Boursin (Pas-de-Calais)
Pour les articles homonymes, voir Boursin.
Boursin est une commune française située dans le département du Pas-de-Calais en région Hauts-de-France. Ses habitants sont appelés les Boursinois. Sa population est de 242 habitants au dernier recensement de 2022. La commune est membre de la communauté de communes Pays d'Opale.
Le territoire communal est situé dans le parc naturel régional des Caps et Marais d'Opale.

## Géographie

### Localisation
Localisée dans le nord-ouest du département du Pas-de-Calais, Boursin est une commune du Boulonnais située, à vol d'oiseau, à 16 km au nord-est de la commune de Boulogne-sur-Mer et à 20 km au sud de la commune de Calais (chef-lieu d'arrondissement).
Le territoire de la commune est limitrophe de ceux de cinq communes.
Les communes limitrophes sont Alembon, Belle-et-Houllefort, Colembert, Hardinghen et Rety.

### Géologie et relief
La superficie de la commune est de 7,58 km2 ; son altitude varie de 46  à   196 m.

### Hydrographie
Le territoire de la commune est situé dans le bassin Artois-Picardie.
Il est traversé par quatre cours d'eau :
- le ruisseau de Grigny, d'une longueur de 8 km, qui prend sa source dans la commune et se jette dans le Wimereux au niveau de la commune de Belle-et-Houllefort[4] ;
- le ruisseau de Boursin, d'une longueur de 3,57 km, qui prend sa source dans la commune et se jette dans la Slack au niveau de la commune de Rety[5] ;
- le ruisseau du camp, d'une longueur de 2,75 km[6] ;
- le ruisseau du breuil, d'une longueur de 2,67 km[7].

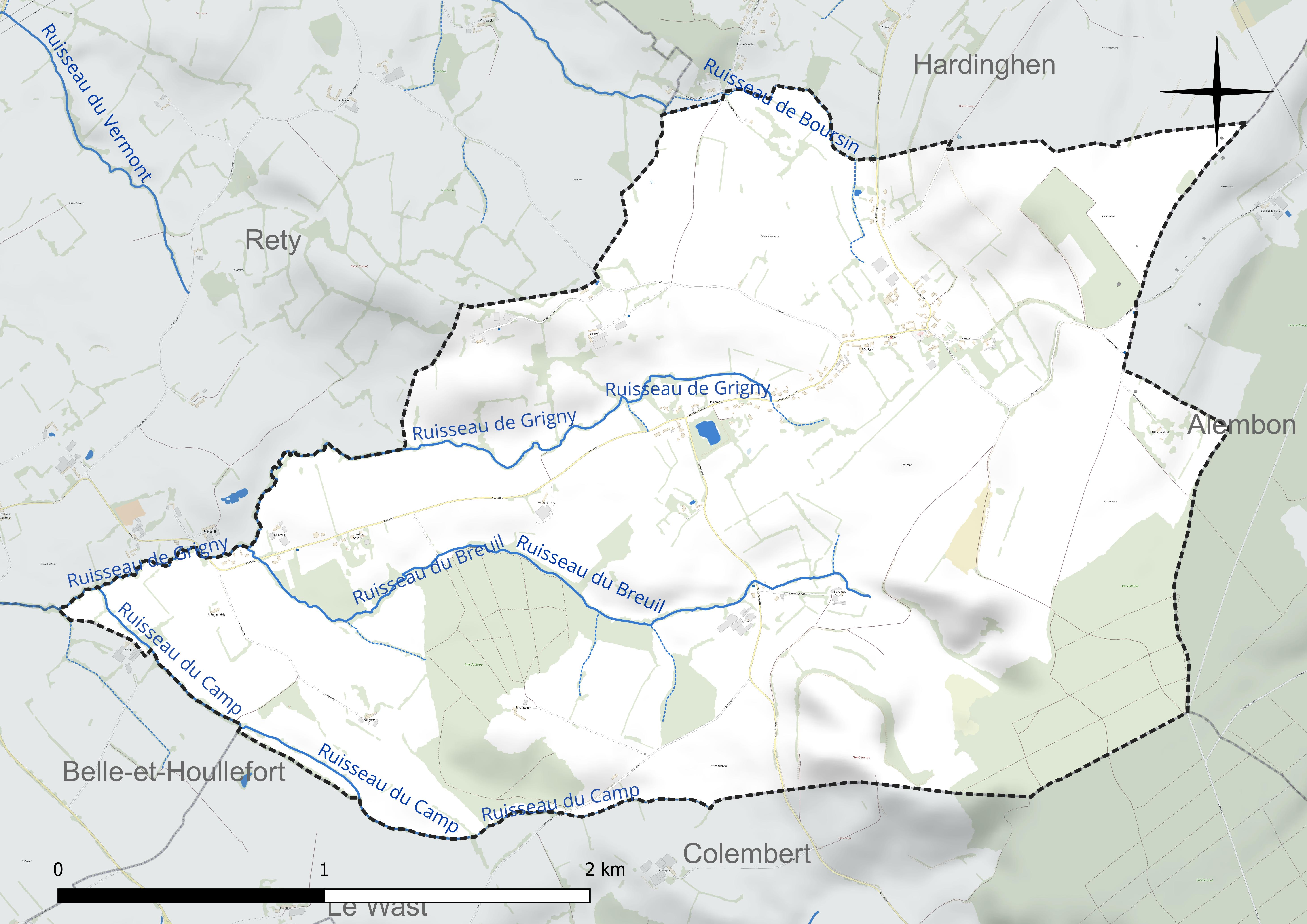
Réseau hydrographique de Boursin.

### Climat
Pour des articles plus généraux, voir Climat des Hauts-de-France et Climat du Pas-de-Calais.
En 2010, le climat de la commune est de type climat océanique franc, selon une étude du CNRS s'appuyant sur une série de données couvrant la période 1971-2000. En 2020, Météo-France publie une typologie des climats de la France métropolitaine dans laquelle la commune est exposée à un climat océanique et est dans la région climatique Côtes de la Manche orientale, caractérisée par un faible ensoleillement (1 550 h/an) ; forte humidité de l’air (plus de 20 h/jour avec humidité relative > 80 % en hiver), vents forts fréquents.
Pour la période 1971-2000, la température annuelle moyenne est de 10 °C, avec une amplitude thermique annuelle de 12,6 °C. Le cumul annuel moyen de précipitations est de 930 mm, avec 12,7 jours de précipitations en janvier et 8,9 jours en juillet. Pour la période 1991-2020, la température moyenne annuelle observée sur la station météorologique la plus proche, située sur la commune de Licques à 7 km à vol d'oiseau, est de 10,5 °C et le cumul annuel moyen de précipitations est de 1 138,1 mm,. Pour l'avenir, les paramètres climatiques de la commune estimés pour 2050 selon différents scénarios d'émission de gaz à effet de serre sont consultables sur un site dédié publié par Météo-France en novembre 2022.

### Paysages
Pour un article plus général, voir Paysage en France.
La commune s'inscrit dans les « paysages boulonnais » tels qu'ils sont définis dans l'atlas de paysages de la région Nord-Pas-de-Calais, conçu par la direction régionale de l'Environnement, de l'Aménagement et du Logement (DREAL),.
Les « paysages boulonnais » qui concernent 66 communes, se délimitent : au nord, par les paysages des coteaux calaisiens et du Pays de Licques, à l’est, par le paysage du Haut pays d'Artois, et au sud, par les paysages Montreuillois.
Les « paysages boulonnais », constitués d'une boutonnière bordée d'une cuesta définissant un pays d'enclosure, sont essentiellement un paysage bocager composé de 47 % de son sol en herbe ou en forêt et de 31 % en herbage, avec, dans le sud et l'est, trois grandes forêts, celle de Boulogne, d'Hardelot et de Desvres et, au nord, le bassin de carrière avec l'extraction de la pierre de Marquise depuis le Moyen Âge et de la pierre marbrière dont l'extraction s'est développée au XIXe siècle.
La boutonnière est formée de trois ensembles écopaysagers : le plateau calcaire d'Artois qui forme le haut Boulonnais, la boutonnière qui forme la cuvette du bas Boulonnais et la cuesta formée d'escarpements calcaires.
Dans ces paysages, on distingue trois entités : 
- les vastes champs ouverts du Haut Boulonnais ;
- le bocage humide dans le Bas Boulonnais ;
- la couronne de la cuesta avec son dénivelé important et son caractère boisé[15].

### Milieux naturels et biodiversité

#### Espace protégé
La protection réglementaire est le mode d’intervention le plus fort pour préserver des espaces naturels remarquables et leur biodiversité associée.
Dans ce cadre, la commune fait partie d'un espace protégé : le parc naturel régional des Caps et Marais d'Opale, d’une superficie de 132 499 ha réparties sur 154 communes, géré par le syndicat mixte d'aménagement et de gestion du parc naturel régional des Caps et Marais d'Opale.

#### Zones naturelles d'intérêt écologique, faunistique et floristique
L’inventaire des zones naturelles d'intérêt écologique, faunistique et floristique (ZNIEFF) a pour objectif de réaliser une couverture des zones les plus intéressantes sur le plan écologique, essentiellement dans la perspective d’améliorer la connaissance du patrimoine naturel national et de fournir aux différents décideurs un outil d’aide à la prise en compte de l’environnement dans l’aménagement du territoire.
Le territoire communal comprend une ZNIEFF de type 1 : le bois de Haut, bois de l'Enclos et coteaux adjacents. Cette ZNIEFF est situé sur l’escarpement crayeux du Haut-Boulonnais.
et deux ZNIEFF de type 2 :
- le complexe bocager du Bas-Boulonnais et de la Liane. Le complexe bocager du bas-Boulonnais et de la Liane s’étend entre Saint-Martin-Boulogne et Saint-Léonard à l’ouest et Quesques et Lottinghen à l’est. Il correspond à la cuvette herbagère du bas-Boulonnais[19] ;
- la boutonnière de pays de Licques. Cette ZNIEFF, de 17 830 ha, s'étend sur 43 communes[20].

Carte des ZNIEFF de type 1 et 2 sur la commune
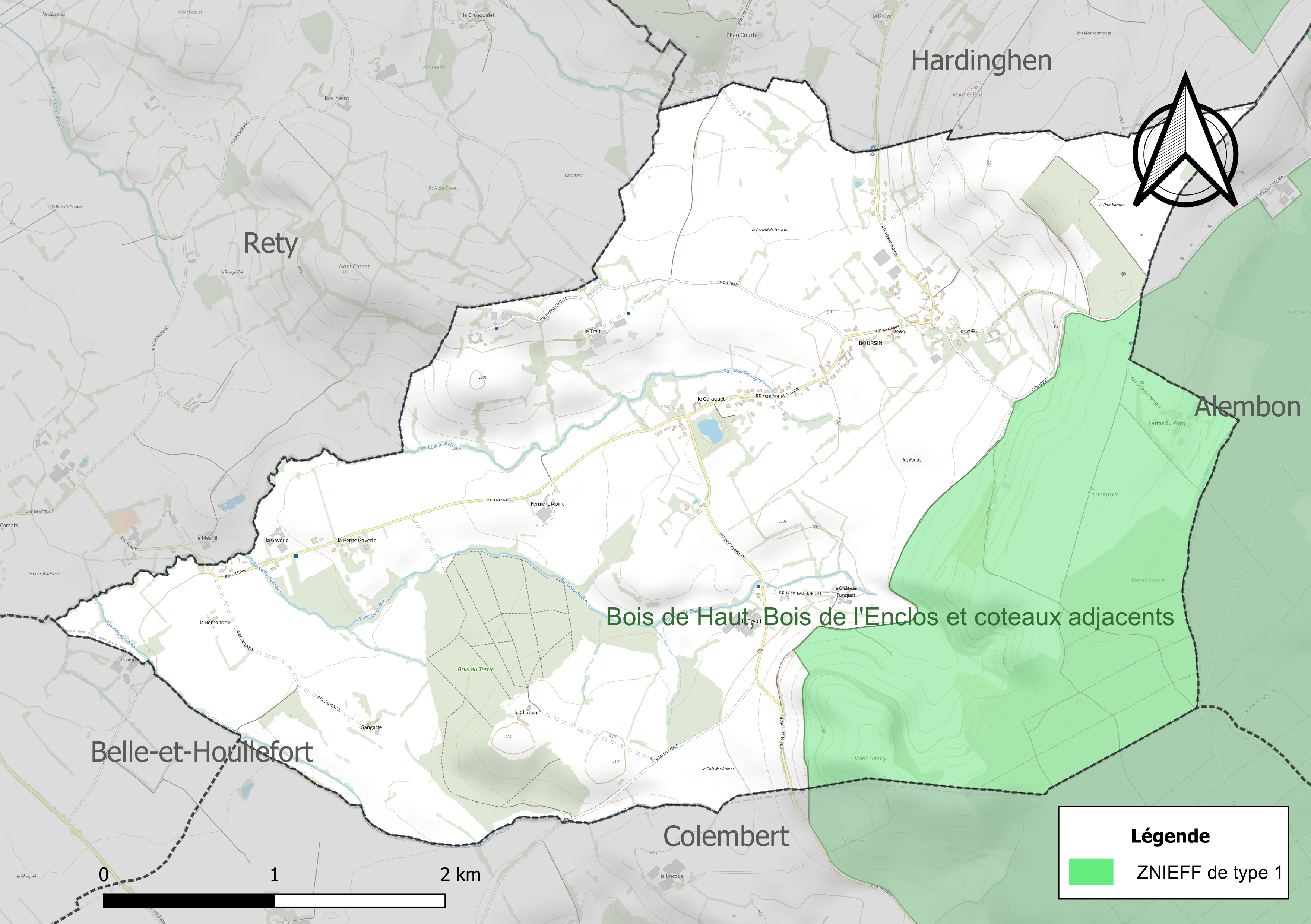
Carte de la ZNIEFF de type 1 sur la commune.
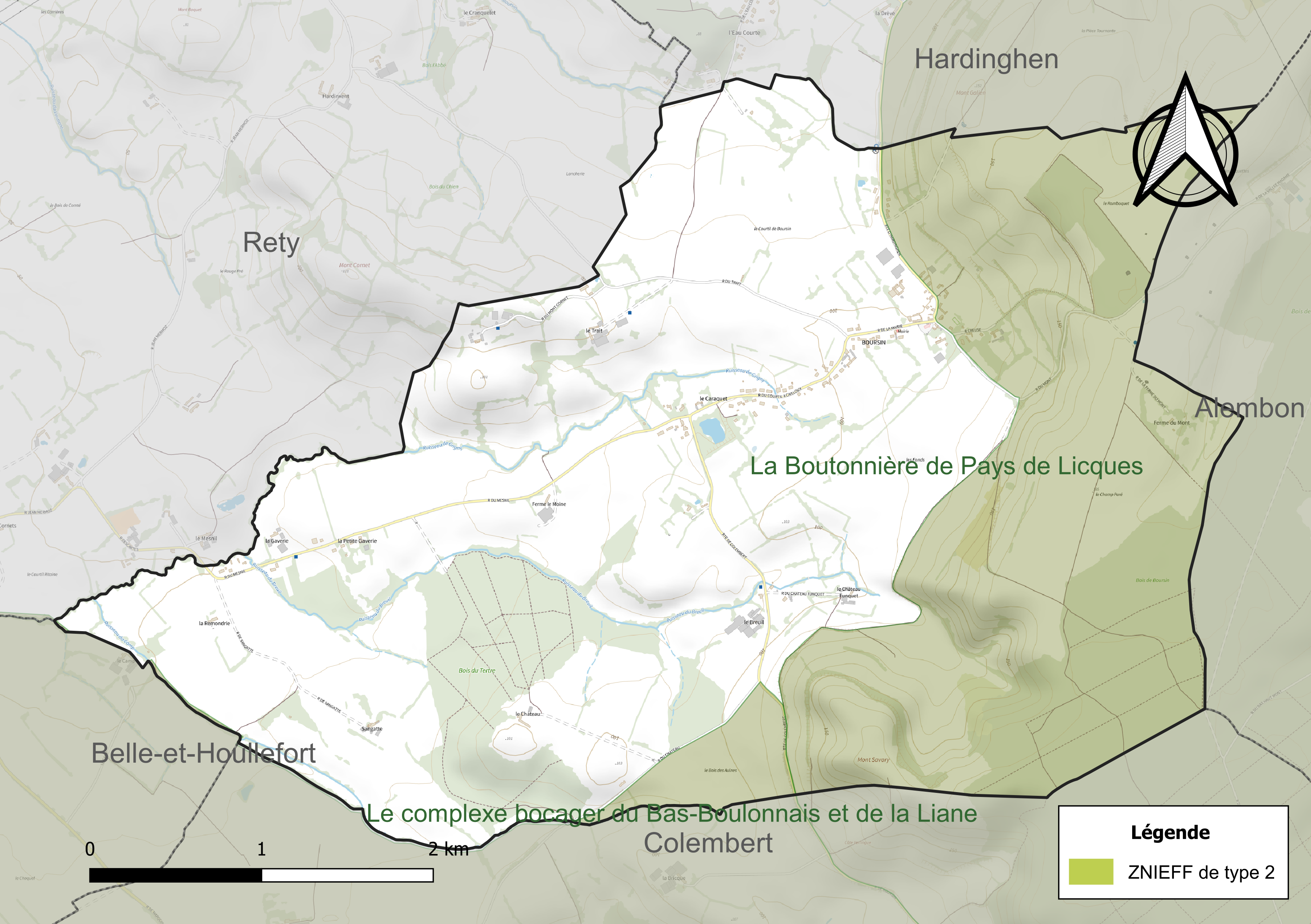
Carte des ZNIEFF de type 2 sur la commune.

#### Site Natura 2000
Le réseau Natura 2000 est un réseau écologique européen de sites naturels d’intérêt écologique élaboré à partir des directives « habitats » et « oiseaux ». Ce réseau est constitué de zones spéciales de conservation (ZSC) et de zones de protection spéciale (ZPS). Dans les zones de ce réseau, les États membres s'engagent à maintenir dans un état de conservation favorable les types d'habitats et d'espèces concernés, par le biais de mesures réglementaires, administratives ou contractuelles.
Sur la commune, un site Natura 2000 de type B est défini en site d'importance communautaire (SIC) : les pelouses et bois neutrocalcicoles des cuestas du Boulonnais et du pays de Licques et forêt de Guînes (zone spéciale de conservation).

## Urbanisme

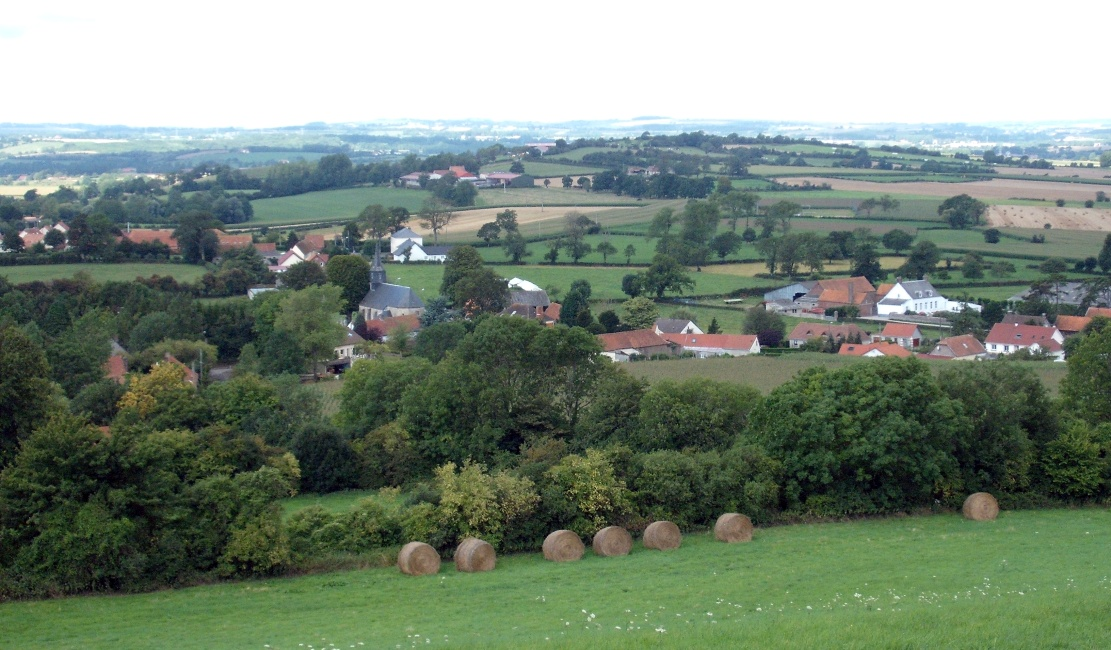
Une vue de la commune.

### Typologie
Au 1er janvier 2024, Boursin est catégorisée commune rurale à habitat dispersé, selon la nouvelle grille communale de densité à sept niveaux définie par l'Insee en 2022.
Elle est située hors unité urbaine. Par ailleurs la commune fait partie de l'aire d'attraction de Boulogne-sur-Mer, dont elle est une commune de la couronne,. Cette aire, qui regroupe 80 communes, est catégorisée dans les aires de 50 000 à moins de 200 000 habitants,.

### Occupation des sols
L'occupation des sols de la commune, telle qu'elle ressort de la base de données européenne d’occupation biophysique des sols Corine Land Cover (CLC), est marquée par l'importance des territoires agricoles (87,1 % en 2018), une proportion identique à celle de 1990 (87,1 %). La répartition détaillée en 2018 est la suivante : 
terres arables (55,5 %), zones agricoles hétérogènes (29,3 %), forêts (12,9 %), prairies (2,4 %). L'évolution de l’occupation des sols de la commune et de ses infrastructures peut être observée sur les différentes représentations cartographiques du territoire : la carte de Cassini (XVIIIe siècle), la carte d'état-major (1820-1866) et les cartes ou photos aériennes de l'IGN pour la période actuelle (1950 à aujourd'hui).

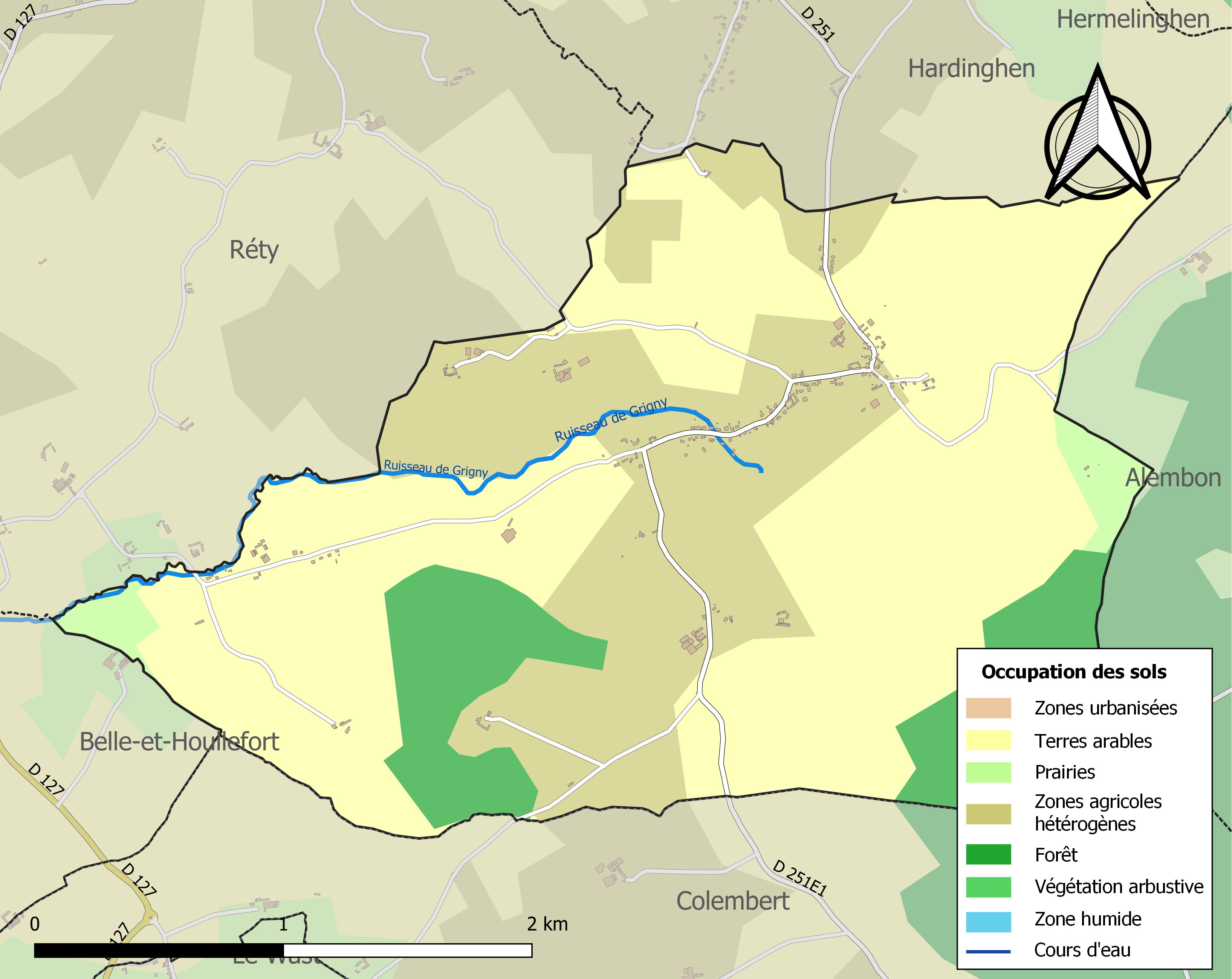
Carte des infrastructures et de l'occupation des sols de la commune en 2018 (CLC).

### Voies de communication et transports

#### Voies de communication
La commune est desservie par la route départementale D 251 et est à 5 kilomètres de la N 42 reliant Saint-Omer à Boulogne-sur-Mer.

## Toponymie
Le nom de la localité est attesté sous les formes Boxim et Baxin (1084), Boxin (1154), Bucin (1169), Boxin (1183), Bossin (1199), Boussin (1465), Boursin (1707), Boursin depuis 1793 et 1801.
Le nom de la commune viendrait du germanique bursa « broussailles ».

## Histoire
Un cimetière mérovingien est retrouvé au pied du Mont Boursin, attestant de leur présence sur le territoire de la commune.

## Politique et administration

### Découpage territorial
La commune se trouve dans l'arrondissement de Boulogne-sur-Mer de 1801 à 1962 puis dans l'arrondissement de Calais du département du Pas-de-Calais.

#### Commune et intercommunalités
La commune est membre de la communauté de communes Pays d'Opale qui regroupe 23 communes et compte 25 186 habitants en 2021.

#### Circonscriptions administratives
La commune est rattachée canton de Guînes de 1801 à 2014, puis, depuis 2015, au canton de Calais-2.

#### Circonscriptions électorales
Pour l'élection des députés, la commune fait partie de la sixième circonscription du Pas-de-Calais.

### Élections municipales et communautaires

#### Liste des maires
| Période                                  | Période                      | Identité         | Étiquette | Qualité                                       |
| ---------------------------------------- | ---------------------------- | ---------------- | --------- | --------------------------------------------- |
| Les données manquantes sont à compléter. |                              |                  |           |                                               |
|                                          |                              | Marcel Delattre  |           |                                               |
|                                          |                              | Fernand Guilbert |           |                                               |
| Les données manquantes sont à compléter. |                              |                  |           |                                               |
| 1977                                     | 2008                         | Louis Beutin     |           |                                               |
| mars 2008                                | 2014                         | Daniel Rougemont |           |                                               |
| 2014                                     | En cours (au 3 février 2022) | M. Claude Kidad  |           | Ancien cadre, Réélu pour le mandat 2020-2026, |

## Équipements et services publics

### Justice, sécurité, secours et défense
La commune dépend du tribunal de proximité de Calais, du conseil de prud'hommes de Calais, du tribunal judiciaire de Boulogne-sur-Mer, de la cour d'appel de Douai, du tribunal de commerce de Boulogne-sur-Mer, du tribunal administratif de Lille, de la cour administrative d'appel de Douai et du tribunal pour enfants de Boulogne-sur-Mer.

## Population et société

### Démographie
Les habitants de la commune sont appelés les Boursinois.

#### Évolution démographique
L'évolution du nombre d'habitants est connue à travers les recensements de la population effectués dans la commune depuis 1793. Pour les communes de moins de 10 000 habitants, une enquête de recensement portant sur toute la population est réalisée tous les cinq ans, les populations de référence des années intermédiaires étant quant à elles estimées par interpolation ou extrapolation. Pour la commune, le premier recensement exhaustif entrant dans le cadre du nouveau dispositif a été réalisé en 2007.

En 2022, la commune comptait 242 habitants, en évolution de −7,63 % par rapport à 2016 (Pas-de-Calais : −0,72 %, France hors Mayotte : +2,11 %).
| 1793 | 1800 | 1806 | 1821 | 1831 | 1836 | 1841 | 1846 | 1851 |
| ---- | ---- | ---- | ---- | ---- | ---- | ---- | ---- | ---- |
| 247  | 145  | 169  | 259  | 285  | 245  | 239  | 227  | 245  |

| 1856 | 1861 | 1866 | 1872 | 1876 | 1881 | 1886 | 1891 | 1896 |
| ---- | ---- | ---- | ---- | ---- | ---- | ---- | ---- | ---- |
| 223  | 234  | 226  | 237  | 248  | 208  | 199  | 201  | 202  |

| 1901 | 1906 | 1911 | 1921 | 1926 | 1931 | 1936 | 1946 | 1954 |
| ---- | ---- | ---- | ---- | ---- | ---- | ---- | ---- | ---- |
| 207  | 219  | 200  | 188  | 214  | 197  | 211  | 197  | 203  |

| 1962 | 1968 | 1975 | 1982 | 1990 | 1999 | 2006 | 2007 | 2012 |
| ---- | ---- | ---- | ---- | ---- | ---- | ---- | ---- | ---- |
| 183  | 168  | 156  | 158  | 157  | 182  | 236  | 244  | 275  |

| 2017 | 2022 | - | - | - | - | - | - | - |
| ---- | ---- | - | - | - | - | - | - | - |
| 255  | 242  | - | - | - | - | - | - | - |

#### Pyramide des âges
En 2018, le taux de personnes d'un âge inférieur à 30 ans s'élève à 38,4 %, soit au-dessus de la moyenne départementale (36,7 %). À l'inverse, le taux de personnes d'âge supérieur à 60 ans est de 18,4 % la même année, alors qu'il est de 24,9 % au niveau départemental.
En 2018, la commune comptait 130 hommes pour 125 femmes, soit un taux de 50,98 % d'hommes, largement supérieur au taux départemental (48,5 %).
Les pyramides des âges de la commune et du département s'établissent comme suit.
| Hommes | Classe d’âge | Femmes |
| ------ | ------------ | ------ |
| 0,8    | 90 ou +      | 0,8    |
| 3,8    | 75-89 ans    | 4,0    |
| 16,2   | 60-74 ans    | 11,2   |
| 23,8   | 45-59 ans    | 19,2   |
| 19,2   | 30-44 ans    | 24,0   |
| 14,6   | 15-29 ans    | 15,2   |
| 21,5   | 0-14 ans     | 25,6   |

| Hommes | Classe d’âge | Femmes |
| ------ | ------------ | ------ |
| 0,5    | 90 ou +      | 1,6    |
| 5,6    | 75-89 ans    | 8,9    |
| 16,7   | 60-74 ans    | 18,1   |
| 20,2   | 45-59 ans    | 19,2   |
| 18,9   | 30-44 ans    | 18,1   |
| 18,2   | 15-29 ans    | 16,2   |
| 19,9   | 0-14 ans     | 17,9   |

## Culture locale et patrimoine

### Lieux et monuments

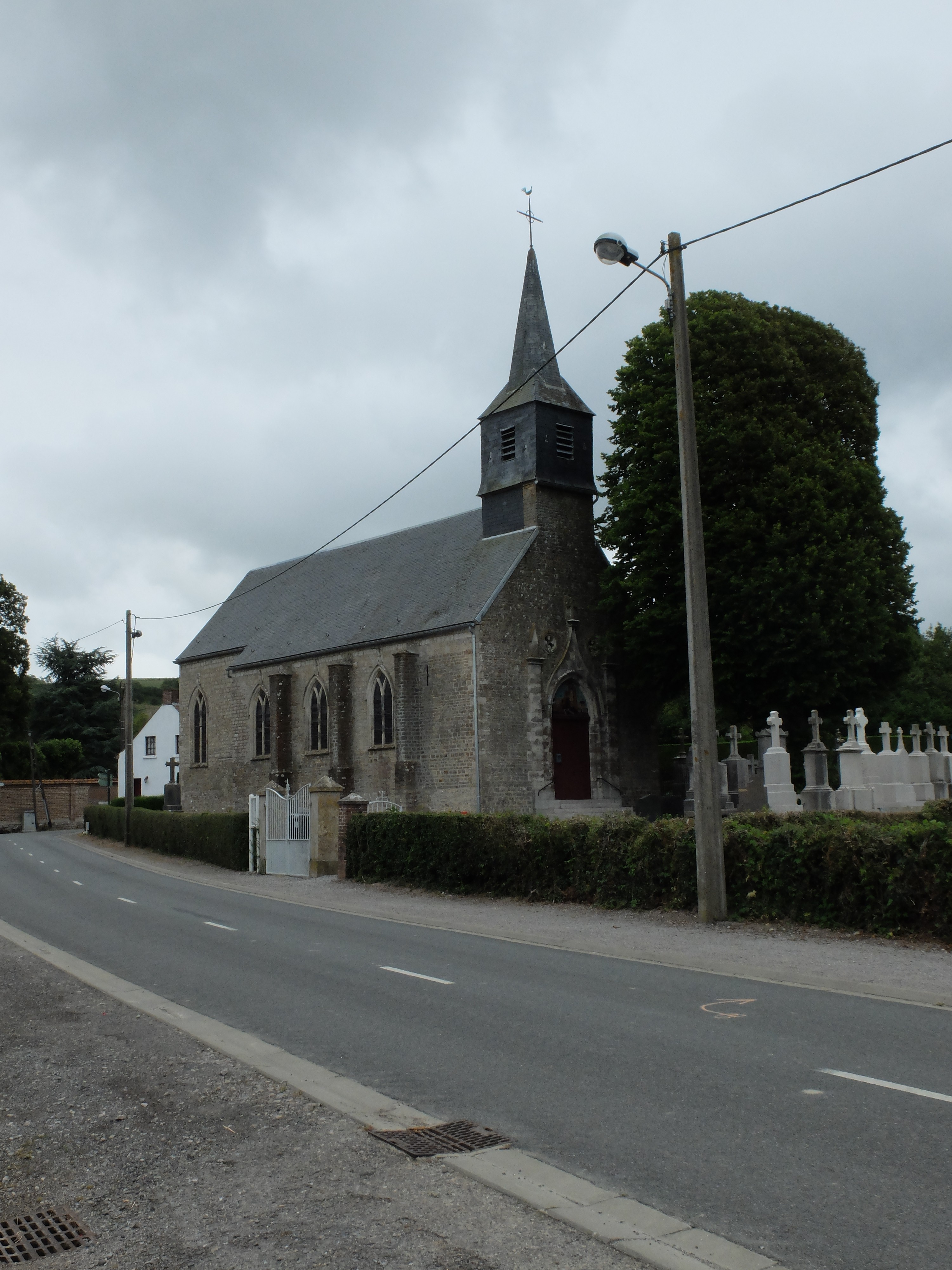
L'église Saint-Lambert.

- L'église paroissiale dédiée à saint Lambert avait pour annexe l'église de Saint-Wast ; elle est reconstruite en 1850. Elle contenait la chapelle de la famille du Tertre où fut inhumé Jehan du Tertre, seigneur de Boursins, Esclemy, mort en 1591 ; son fils Esdras du Tertre, et sa femme Adrienne de La Pasture, avec trois de leurs fils assassinés par les membres de la famille de Wavrans qui étaient calvinistes, et ils furent tous les cinq inhumés dans le chœur de l'église en 1643. Un caveau sous l'autel renfermait la tombe de Charles de Warans, seigneur de Boursins, mort le 16 mars 1710. Des dalles funéraires ont été replacées dans le sol du porche[44].
- Le château du Tertre, situé à distance du village, a donné son nom à une famille de chevaliers dont les membres étaient seigneurs patrons de Boursin et qui l'habitaient en 1600. Il avait été transformé en grange au XIXe siècle. C'était un logis en briques et pierres de style Louis XV avec un toit mansardé. Le bâtiment de ferme plus ancien a deux portes cintrées accolées au-dessus desquelles se trouve un écu avec la date 1641[44].
- Le manoir du Breuil porte aussi des armoiries sculptées[44].
- Le monument aux morts[45].

### Héraldique
| Blason de Boursin | Blason  | D'argent à l'aigle de gueules, becquée, languée et membrée d'azur; au chef d'azur chargé de trois fleurs de lis au pied nourri d'argent. |
| Blason de Boursin | Détails | La commune de Boursin relève ou évoque les armes de deux de ses seigneurs : - Christophe du Tertre, seigneur de Boursin vers 1280, sa famille portait « d'argent à trois aigles de gueules, becquées, languées et membrées d'azur » ; la commune n'a conservé qu'une aigle, aux mêmes émaux. - Charles de Wavrans, seigneur de Boursin avant 1650, et dont la famille portait « d'or à trois fleurs de lys au pied nourri de gueules ». Adopté par la municipalité. |

## Pour approfondir